# Mandelsloh
 (avril 2022).
Mandelsloh est un quartier de la commune de Neustadt am Rübenberge, dans la région de Hanovre, Land de Basse-Saxe.

## Géographie
Le village de Mandelsloh se trouve à proximité de la Leine et est relié au centre-ville par la L 191.

## Histoire
Mandelsloh est un village très ancien. L'église est fondée en 880 par la sœur du duc saxon Osdag. Selon un récit du chroniqueur Hermann von Lerbeck (vers 1400), Osdag (Ostdach, Osdacus) meurt le 2 février 880 lors de la bataille d'Ebstorf, il est l'un des martyrs d'Ebstorf. Il aurait été enterré à Mandelsloh.
Selon la chronique médiévale, il y avait une église dans le lieu-dit "In der Wiek" à la fin du IXe siècle. Mandelsloh était le siège d'un Gogericht, d'un archidiacre et d'un manoir. La première mention sous le nom de Mandeslum date de 988. En 1167, on mentionne Heinricus de Mandeslo, de la maison de Mandelsloh, du château de Mandelsloh. Vers 1393, un monastère de neuf prêtres est installé dans le village.
Encore très inhabituel pour l'époque, un paratonnerre est installé sur l'église Saint-Osdag en 1782.
Mandelsloh se compose à l'origine des deux communes, Mandelsloh in der Wiek et Mandelsloh über dem See, qui fusionnent en 1959. Le 1er mars 1974, la commune de Mandelsloh est incorporée à la ville de Neustadt am Rübenberge.

## Religion
L'église Saint-Osdag appartient à l'Église protestante luthérienne de Hanovre.
En 1946, une paroisse catholique est créée, elle achète d'abord une maison à colombages et y installe une église provisoire. En 1976, l'église du Cœur-Immaculé-de-Marie est construite en face de l'église Saint-Osdag. En 2009, elle est rendue profane, l'église et le presbytère sont vendus. Aujourd'hui, les églises catholiques les plus proches se trouvent chacune à 12 km à Hagen et Schwarmstedt.

## Source, notes et références
- (de) Cet article est partiellement ou en totalité issu de l’article de Wikipédia en allemand intitulé « Mandelsloh » (voir la liste des auteurs).

1. ↑  Anton Friedrich Büsching, Géographie Universelle : Contenant l'empire d'Allemagne, cinquieme partie, savoir: suite du Cercle de la Haute-Saxe, & du Cercle de la Basse-Saxe, les Duches de Magdebourg, de Brunsvic & de Lunebourg, la Principaute de Halberstadt & le Duche de Mecklenbourg, vol. 10, 1777, 748 p. (lire en ligne), p. 570
2. ↑  (de) Statistisches Bundesamt, Historisches Gemeindeverzeichnis für die Bundesrepublik Deutschland. Namens-, Grenz- und Schlüsselnummernänderungen bei Gemeinden, Kreisen und Regierungsbezirken vom 27.5.1970 bis 31.12.1982, 1983 (ISBN 3-17-003263-1)